# 博義王
博義王（ひろよしおう、1897年〈明治30年〉12月8日 - 1938年〈昭和13年〉10月19日）は、明治・大正期の皇族（王）、海軍軍人。最終階級は、海軍大佐。伏見宮第25代当主の伏見宮博恭王第1王子。伏見宮の継承はしていないが、伏見宮博義王（ふしみのみや ひろよしおう）と通称されることもある。香淳皇后の再従兄であり、第125代天皇明仁の再従伯父にあたる。また母方を通じ高松宮妃喜久子や徳川慶光公爵といとこ同士。

## 生涯

### 生い立ち
1897年（明治30年）12月8日、華頂宮博恭王（当時）と同妃経子の第一男子として誕生し、御七夜の12月15日に「博義（ひろよし）」と命名される。
祖父伏見宮貞愛親王には、正妃利子女王との間に嗣子邦芳王があった。しかし1904年（明治37年）、「不治の病」を理由とした請願により邦芳王は廃嫡され、異母兄である華頂宮博恭王一家が伏見宮に復籍して後継者とされた。
東京府立第四中等学校卒業後、第二次世界大戦以前の日本の男性皇族は陸軍・海軍いずれかの軍人を務めることが義務付けられていたため（皇族軍人を参照）、海軍兵学校入学。
1917年（大正6年）11月24日、海兵第45期で卒業し、海軍少尉候補生任官（同日附で装甲巡洋艦磐手乗組）。海軍将校となる。この頃より気管支喘息が持病となった。
同年12月8日、成年式を挙行。同月、貴族院皇族議員に就任。翌1918年（大正7年）7月31日、海軍少尉任官の前日付で勲一等旭日桐花大綬章を受章。

### 海軍軍人として
1918年（大正7年）8月1日、海軍少尉任官と共に、戦艦扶桑乗組となる。
1919年（大正8年）12月23日、一条朝子（一条実輝公爵の三女）と結婚。1923年（大正12年）4月、皇太子裕仁親王による台湾行啓では、博義王も艦隊乗組みの乗員として随行し、同地の祝宴等には、裕仁親王に次ぐ席次で参列している（当該項目を参照）。
1924年（大正13年）12月1日、博義王（海軍大尉）は、峯風型駆逐艦の島風水雷長に任命される。当時の島風駆逐艦長は、小沢治三郎少佐であった。横須賀鎮守府は「田浦駅まで博義王を出迎えるように」と指示したが、小沢は「いくら殿下でも自分の部下だから出迎える必要はない」と判断。博義王が島風に着任して艦長室での挨拶を終えてから、乗組員一同に新任水雷長（博義王）を紹介した。
1925年（大正14年）1月20日、小沢少佐（島風駆逐艦長）は第三号駆逐艦（改名後は朝風）駆逐艦長へ転任。後任の島風駆逐艦長は小林宗之助中佐となった。
4月20日、日本海軍は駆逐艦島風と姉妹艦波風の水雷長を入れ替える。西田正雄大尉（当時、波風水雷長）が島風水雷長に、博義王（当時、島風水雷長）が波風水雷長になった。
1926年（大正15年）1月15日、博義王（波風水雷長）は装甲巡洋艦出雲分隊長に補職。
1927年（昭和2年）5月20日、博義王（海軍大尉、出雲分隊長）は軽巡洋艦那珂水雷長に補職された。
8月24日、第五戦隊（第1小隊〈加古、古鷹〉、第2小隊〈神通、那珂〉）は日本海での夜間演習に参加、神通は駆逐艦蕨と衝突（蕨沈没、神通大破）、那珂は駆逐艦葦と衝突事故を起こす（美保関事件）。この事故発生時も、博義王は那珂水雷長として同艦に勤務していたが無事。
9月3日、那珂水雷長を免じられ第五戦隊司令部附となる。博義王は古鷹に乗ることになった。遠洋航海に出て、各国の港湾や海軍施設を視察。
昭和天皇の即位礼に先立つ1928年（昭和3年）11月3日、大勲位菊花大綬章を受章。同年12月10日、海軍少佐へ進級。同日附で、駆逐艦樺の駆逐艦長に任命される。
1929年（昭和4年）12月1日、蓬駆逐艦長と蓮駆逐艦長を兼任していた伊集院松治少佐は兼務を解かれる。博義王（少佐、樺駆逐艦長）は駆逐艦蓬艦長に補職。駆逐艦桐艦長の瀬戸山安秀大尉が、桐駆逐艦長と樺駆逐艦長を兼務した。
1930年（昭和5年）12月1日、駆逐艦2隻（波風、神風）艦長を兼任していた大森仙太郎少佐は、神風艦長の職を解かれる（大森は波風艦長に専念）。博義王（少佐、蓬駆逐艦長）は神風型駆逐艦の1番艦神風艦長に任命された。また神風が所属する第1駆逐隊の駆逐隊司令も、小沢治三郎大佐となった。小沢の末娘と夫によると、小沢（第1駆逐隊司令）は博義王が操艦などを部下や侍従武官にやらせるのが気にいらず、「フネの一隻や二隻を沈めてもいいから、自分でやらせろ」と海軍省に怒鳴り込んだという。
1931年（昭和6年）1月31日附で第1駆逐隊司令小沢治三郎大佐は第4駆逐隊司令へ転任、原顕三郎中佐が第1駆逐隊司令に補職される。
10月31日、第1駆逐隊司令は原顕三郎中佐から阿部弘毅中佐に交代した。
1932年（昭和7年）5月2日、神風駆逐艦長と沖風駆逐艦長を交代する人事が行われる。神風駆逐艦長の博義王は沖風駆逐艦長となり、沖風駆逐艦長の田村劉吉少佐が神風駆逐艦長となった。
12月1日附で、中原達平中佐（白雪および深雪艦長）は駆逐艦敷波艦長へ転任。金桝義夫中佐（天霧艦長）は白雪駆逐艦長に、大森正直中佐（当時、姉妹艦吹雪艦長）が深雪駆逐艦長に、それぞれ補職。日本海軍は博義王（沖風駆逐艦長）を、吹雪型駆逐艦天霧艦長に任命した。
1933年（昭和8年）10月11日、博義王（海軍少佐、天霧艦長）は海軍大学校選科学生となり、天霧を離れた。11月15日、海軍中佐に昇進。
1934年（昭和9年）11月6日、軽巡那珂副長の佐藤波蔵中佐が青島特務艦長へ転任する。この人事にともない、博義王（海軍中佐）は那珂副長に任命された。
1935年（昭和10年）11月15日、博義王（中佐、那珂副長）は敷設艦「厳島」艦長に補職。
1936年（昭和11年）12月1日、第3駆逐隊司令平塚四郎中佐が第30駆逐隊司令へ転任。日本海軍は博義王（中佐、厳島艦長）を第3駆逐隊司令に任命する。また皇族附武官も浦孝一中佐から早川幹夫中佐に交代した。当時の第3駆逐隊は峯風型駆逐艦4隻（汐風、島風、灘風、夕風）編制であった。
1937年（昭和12年）7月以降の第二次上海事変に際し、引き続き第3駆逐隊司令として出征する。
同年9月25日、黄浦江にて作戦中、乗艦の駆逐艦「島風」が中国軍の射撃を受け、迫撃砲の断片により博義王は左手を負傷した。
同乗の早川幹夫中佐も重傷を負った（後日、早川は第二水雷戦隊司令官として、多号作戦における島風型駆逐艦島風沈没時に戦死）。
博義王負傷の報は米内光政海軍大臣より昭和天皇に伝えられ、天皇は直ちに負傷見舞いを送っている。最前線の視察を希望して「何かあったら困る」と天皇に拒否された高松宮宣仁親王少佐は、博義王の負傷を聞いて「これで皇族も戦死傷者の中に算へられる帖面ヅラとなり、よろし」と評している。
10月25日、博義王第二女の令子女王が薨去する。前線の博義王は10月29日の葬儀に出られなかった。
同年11月15日、博義王は吹雪型駆逐艦3隻（雷、電、響）で編制された第6駆逐隊司令に補職される。
揚子江方面で行動中、病気療養（潰瘍性口内炎）のため1938年（昭和13年）3月24日に帰国（芝浦着）、築地の海軍軍医学校に30日まで入院した。4月18日、宮城にて昭和天皇および香淳皇后に対面した。4月20日附で第6駆逐隊司令を免じられ、海軍大学校教官となる（第5駆逐隊司令江戸兵太郎中佐が、第5駆逐隊と第6駆逐隊司令を兼務）。

### 薨去
1938年（昭和13年）8月28日以降、持病の喘息の軽微な発作が続いた。10月18日午前1時に激烈な発作が起きると、翌10月19日午前1時、再び強烈な発作が起きた。そして同日午前2時、伏見宮邸において心臓マヒのため、満40歳（数え年42歳）で薨去した。治療のため医者が薬を注射したところ、1時間後に急死したという。
薨去と同日付で海軍大佐に進級。
同年10月26日9時40分、博義王の亡骸は紀尾井町の伏見宮邸を発ち、豊島岡墓地で葬儀が執り行われた。
父宮よりも早く薨去したため、伏見宮は承継できなかった。
1940年（昭和15年）7月19日、高野山奥之院に宝塔が建立された。戒名は「大義勇院」。

## 血縁
- 父：伏見宮博恭王
- 母：徳川経子（徳川慶喜9女）
- 兄弟：博義王 - 恭子女王 - 博忠王 - 博信王 - 敦子女王 - 知子女王 - 博英王
- 妻：一条朝子（公爵一条実輝三女）
- 子：
  - 第1王女：光子女王（みつこじょおう、1929年7月28日 - 1987年6月3日） - 尾崎行良と結婚
  - 第1王子：伏見宮博明王（ひろあきおう、1932年1月26日 - ）
  - 第2王女：令子女王（よしこじょおう、1933年2月14日 - 1937年10月25日[66]）
  - 第3王女：章子女王（あやこじょおう、1934年2月11日 - ） - 草刈廣と結婚[67]。

第125代天皇明仁は再従甥、香淳皇后は再従妹、高松宮妃喜久子は従妹にあたる。

## 栄典
勲章等
| 受章年                    | 略綬 | 勲章名               | 備考 |
| ------------------------- | ---- | -------------------- | ---- |
| 1918年（大正7年）7月31日  |      | 勲一等旭日桐花大綬章 |      |
| 1928年（昭和3年）11月3日  |      | 大勲位菊花大綬章     |      |
| 1928年（昭和3年）11月10日 |      | 大礼記念章           |      |
| 1930年（昭和5年）12月5日  |      | 帝都復興記念章       |      |